# Andreas Elias Büchner

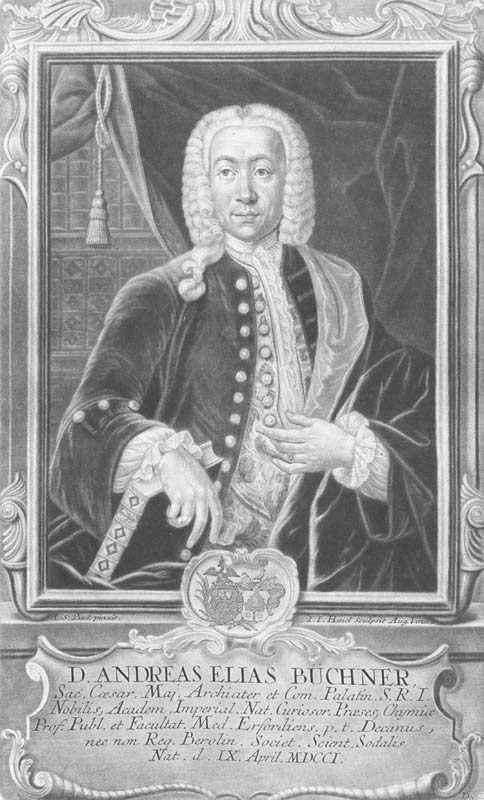
Andreas Elias Büchner

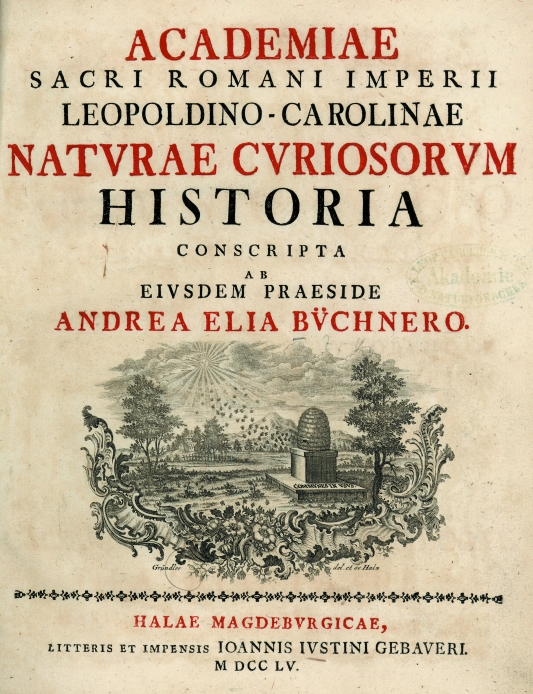
Titelblatt der von Büchner verfassten Gedenkschrift zum 100. Geburtstag der Leopoldina

Andreas Elias Büchner (* 9. April 1701 in Erfurt; † 29. Juli 1769 in Halle) war ein deutscher Mediziner.

## Leben
Nach dem Besuch des evangelischen Ratsgymnasiums in seiner Heimatstadt studierte Büchner Medizin an den Universitäten Erfurt, Halle und Leipzig. 1722 wurde er in Erfurt promoviert. Nach einer Bildungsreise nach Franken, Schwaben und Niedersachsen lehrte er an der Universität Erfurt. 1724 erlangte er den Magistergrad der Philosophischen Fakultät. Am 22. August 1726 wurde Andreas Elias Büchner unter der Präsidentschaft des Mediziners und Naturforschers Lukas Schröck mit dem akademischen Beinamen Bacchius  unter der Matrikel-Nr. 389 als Mitglied in die Leopoldina aufgenommen. 1729 bekam er eine Anstellung als Landphysicus des Amtes Großrudestedt, die er von Erfurt aus wahrnahm, wo er im selben Jahr die vierte ordentliche Professur der Medizinischen Fakultät erhielt. 1732 wurde er Adjunkt, 1733 Director Ephemeridum und 1735 als Nachfolger von Johann Jakob Baier Präsident der Leopoldina. 1738 wurde er auswärtiges Mitglied der Preußischen Akademie der Wissenschaften.
1744 berief man Büchner als ordentlicher Professor an die Universität Halle. Dort beförderte man ihn aufgrund seiner Verdienste bald zum Geheimen Medizinalrat. Er war 1745/46, 1758/59, 1767/68 Prorektor der Alma Mater.
Büchner war einer der eifrigsten Anhänger des Arztes Friedrich Hoffmann, dem Erfinder der Hoffmannstropfen. Er hat eine große Reihe von Büchern über Physiologie, Pathologie und Therapie, Arzneimittellehre verfasst und zahlreiche Dissertationen schreiben lassen.

## Werke
- Dissertatio Inavguralis Medica Sistens Fvrorem Vterinvm Pathologico-Therapevtice Consideratvm. Halae Salicae, 1747 (Digitalisat).
- Dissertatio Inavgvralis Physico-Medica De Aqvis Medicatis Praesertim De Fonte Medicato Clivensi. Hendel, 1752 (Digitalisat).
- Miscellanea physico-medico-mathemathica oder angenehme, curieuse und nützliche Nachrichten. 1731–1734.
- Abhandlung von einer besonderen und leichten Art, Taube hörend zu machen. 1759.
- Historia totius orbis novissima, Oder Allerneueste Staats-Geschichte. Nachrichtenjournal bei Johann Michael Funcke, Erfurt 1729–1732; Staatsbibliothek Berlin.